# ZZ Волопаса
ZZ Волопаса (лат. ZZ Boötis), HD 121648 — двойная затменная переменная звезда типа Алголя (EA) в созвездии Волопаса на расстоянии приблизительно 350 световых лет (около 107 парсеков) от Солнца. Видимая звёздная величина звезды — от +7,44m до +6,79m. Орбитальный период — около 4,9918 суток. Возраст звезды определён как около 1,3 млрд лет.

## Характеристики
Первый компонент — жёлто-белая звезда спектрального класса F2V, или F3V, или F0.  Масса — около 1,897 солнечной, радиус — около 3,049 солнечных, светимость — около 17,992 солнечных. Эффективная температура — около 6835 K.
Второй компонент — жёлто-белая звезда спектрального класса F2V, или F3V. Масса — около 1,568 солнечной, радиус — около 2,164 солнечных, светимость — около 8,128 солнечных. Эффективная температура — около 6930 K.

## Планетная система
В 2019 году учёными, анализирующими данные проектов HIPPARCOS и Gaia, у звезды обнаружена планета.